# La costanza trionfante degl'amori e degl'odii
La costanza trionfante degl'amori e degl'odii (RV 706-A) è un dramma per musica in tre atti di Antonio Vivaldi su libretto di Antonio Marchi.
Il lavoro fu messo in scena per la prima volta il 18 gennaio 1716 al Teatro San Moisè di Venezia e venne dedicato al Marchese Mantinengo.

## Primi interpreti
| ruolo    | tipologia vocale     | primi interpreti, 1716 |
| -------- | -------------------- | ---------------------- |
| Farnace  | contralto (travesti) | Rosa Mignati           |
| Olderico | tenore               | Carlo Antonio Mazza    |
| Getilde  | contralto            | Rosa d'Ambreville      |
| Eumena   | contralto            | Chiara Stella Cenacchi |
| Doriclea | soprano              | Francesca Miniati      |
| Tigrane  | contralto castrato   | Filippo Piccoli        |
| Artabano | tenore               | Antonio Denzio         |